# Santuário da Penha

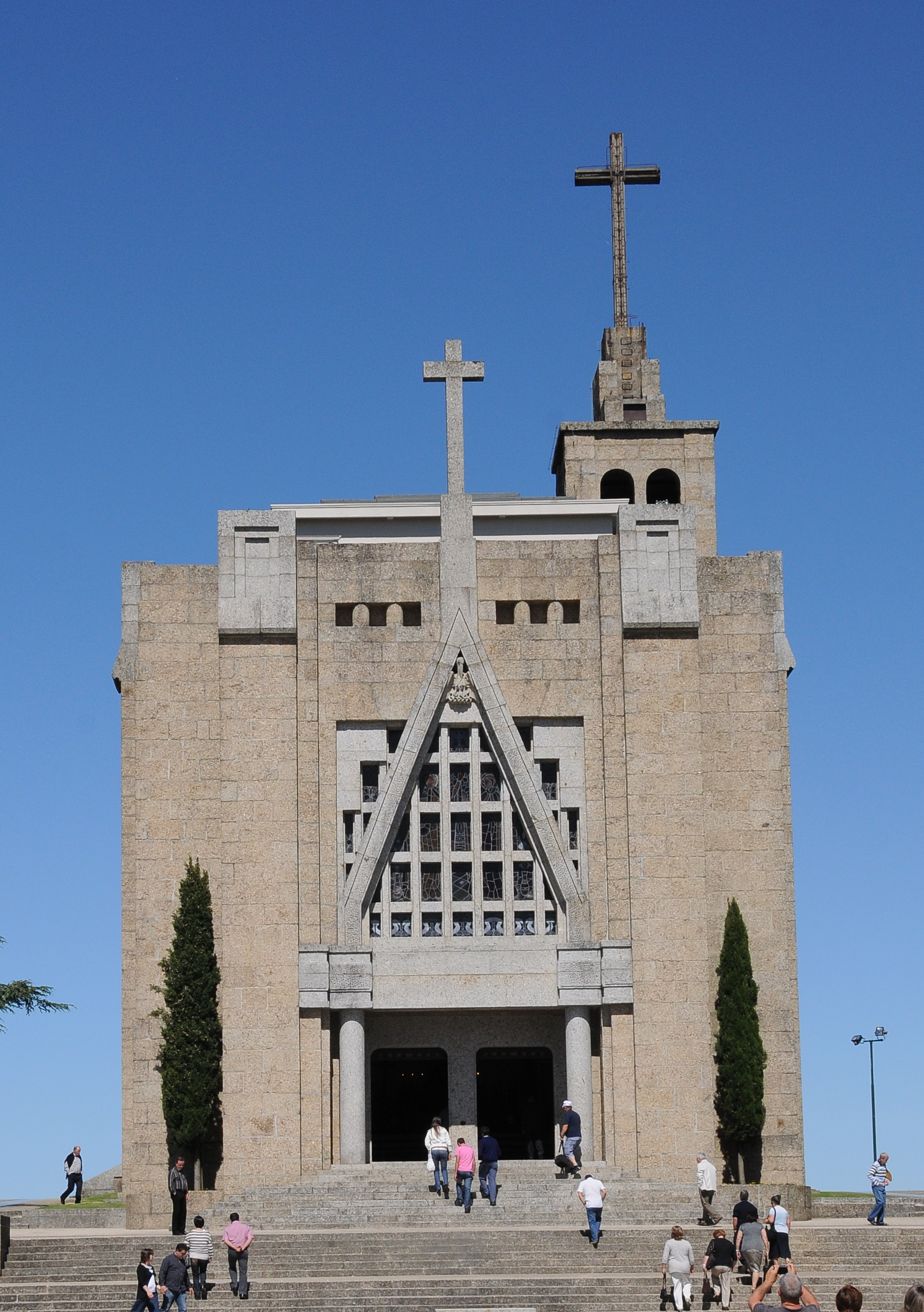
Santuário da Penha

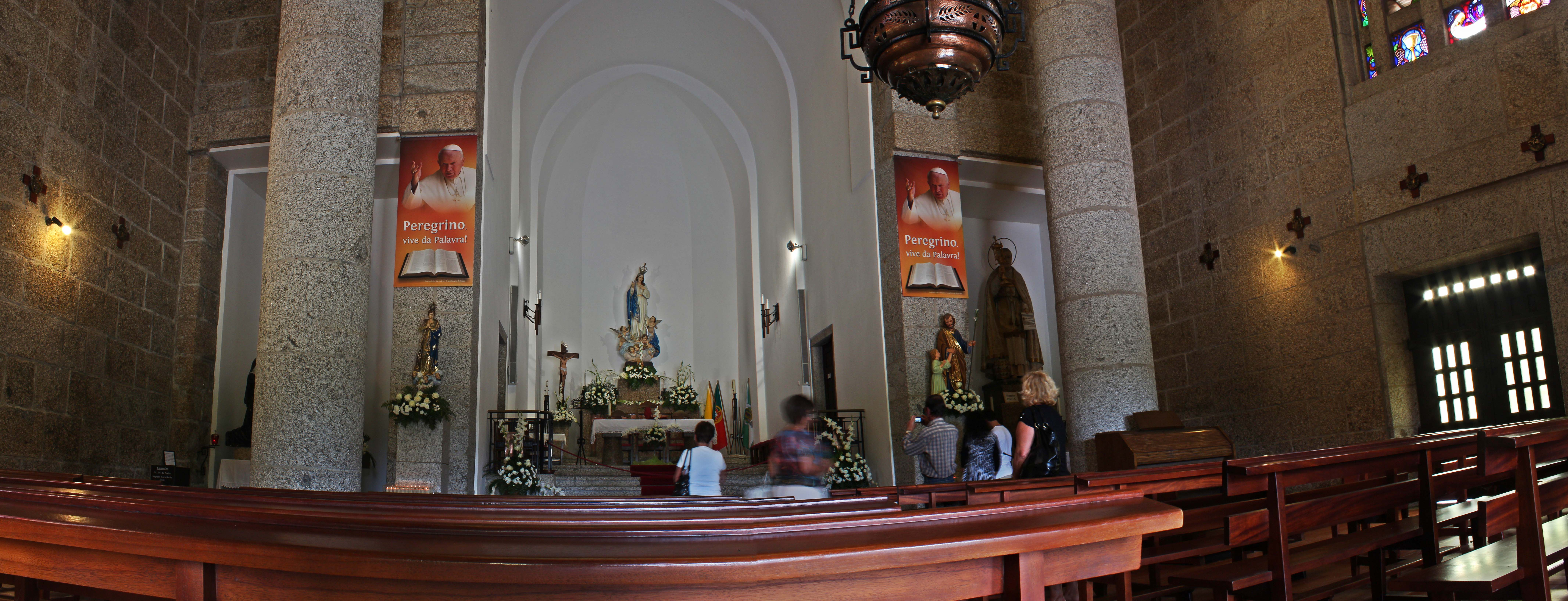
Panorama vom Inneren der Kirche

Das Santuário da Penha (auch Santuário de Nossa Senhora do Carmo da Penha) ist eine katholische Wallfahrtskirche auf dem Monte da Penha oberhalb der nordportugiesischen Stadt Guimarães.

## Geschichte

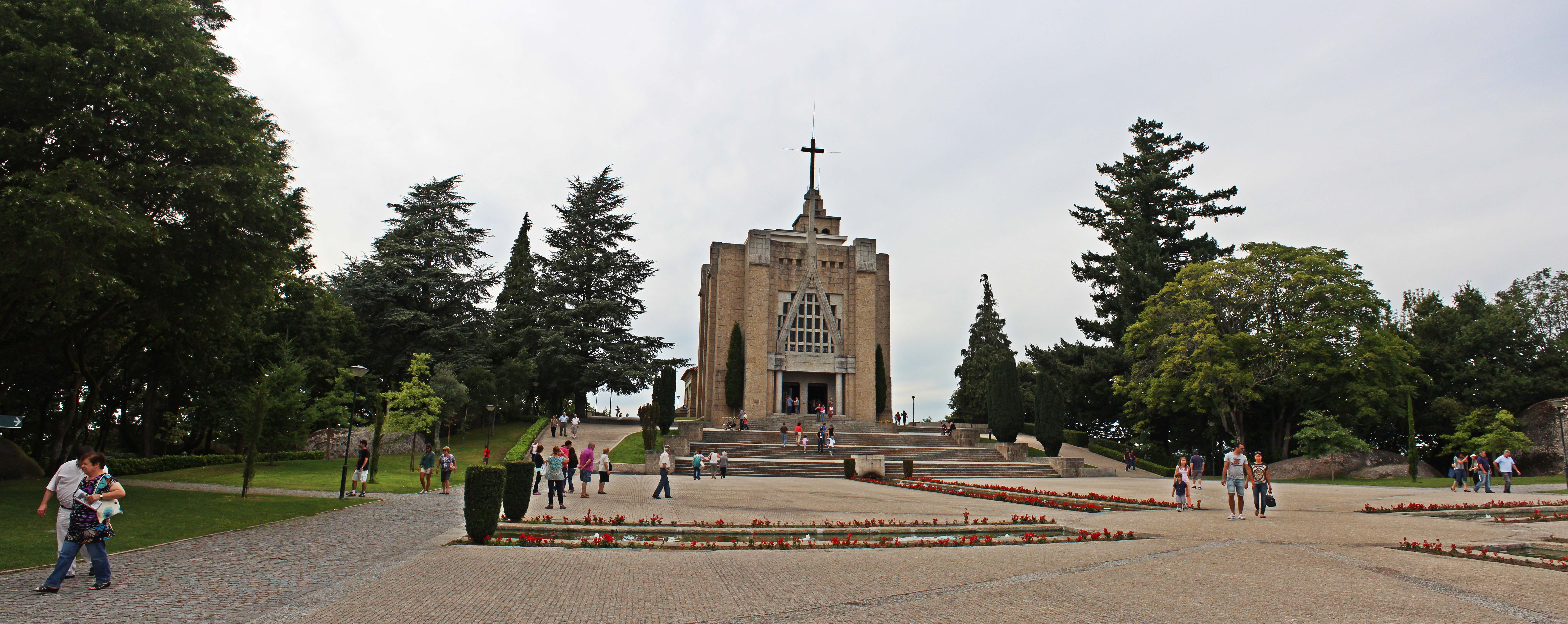
Panorama von Kirche und Vorplatz

Die Pläne für den Bau stammen von dem portugiesischen Architekten José Marques da Silva. Die Arbeiten begannen am 6. August 1930. Marques da Silva brach mit den traditionellen Formen des Kirchenbaus in Portugal und lehnte sich bei der Gestaltung stark an den Art déco der 1930er Jahre an. Für den Bau wurde fast ausschließlich der vor Ort vorkommende Granit verwendet.
Während der Bauarbeiten kam es am 4. Februar 1939 zu einem Brand, bei dem ein Bildnis der Mariä Empfängnis sowie eine Schnitzerei, die den Hauptaltar krönte, zerstört wurden. Die Fertigstellung der Kirche verzögerte sich dadurch.
Am 14. September 1947 fand die Weihe der Kirche statt, ohne den Architekten, der drei Monate zuvor verstorben war.